# Chirita lungzhouensis
Chirita lungzhouensis är en tvåhjärtbladig växtart som beskrevs av Wen Tsai Wang. Chirita lungzhouensis ingår i släktet Chirita och familjen Gesneriaceae. Inga underarter finns listade i Catalogue of Life.